# Juan Carlos Adrianza
Juan Carlos Adrianza Nava (Cabimas, Zulia, 5 de junio de 1983-Calabozo, Guárico, 2 de diciembre de 2011) fue un actor y comediante venezolano que se desempeñaba también como cantante y locutor. Conocido particularmente por su personaje de el Fabuloso, en el programa ¡A que te ríes!, del canal Venevisión.

## Biografía
Nace en la ciudad de Cabimas estado Zulia, estudió en la Unidad Educativa Maestro Vicente Rojas y en 2001 En La Universidad Católica Cecilio Acosta. Su carrera televisiva comenzó en septiembre de 2004, en el canal Venevisión luego de ganar el reality show "Súper Cómico sensacional". Su última actuación fue en el programa de televisión ¡A que te ríes! en el segmento de Los Fabulosos, los pineros y marculino.

## Filmografía

### Programas
- Súper cómico sensacional Año 2004
- Atómico Año 2005-2006
- Gente Nueva 2006
- Full Gente Nueva 2007
- ¡A que te ríes! Año 2010-2011

### Telenovelas
- Arroz con leche (Venevisión) Año 2007
- El gato tuerto de Televen Año 2008
- Si me miran tus ojos de Venevisión & Sony Pictures Año 2009

### Radio
- Se Dice Así (2009-2010) transmitido por la 88.1 Fm la emisora adulto joven en Caracas.

## Fallecimiento
El actor y humorista Zuliano falleció la noche del viernes 2 de diciembre de 2011, en un accidente de tránsito vía Calabozo - Dos Caminos. En el suceso también falleció una periodista y asistente del grupo, de nombre María Gabriela Rengifo. Adrianza se trasladaba junto a Juan Carlos Dávila, quien conducía el vehículo que colisionó contra una gandola, la cual se encontraba estacionada en plena vía pública y sin luces y el conductor permanecía dormido en estado de ebriedad; la misma no poseía triángulo de seguridad.  Actualmente se reabrió el caso de forma legal, para determinar las reales causas del accidente, ya que existen testigos y versiones que dejan entrever, que existió negligencia en todos los elementos y personas involucradas de esa fatídica noche.
Todo el país le honró en las redes, recordandolo como una persona carismática con mucho talento y que indudablemente dejó una huella en lo que a comicidad nacional se refiere. Fue sepultado en el Cementerio Jardines del Rosario de su natal Cabimas donde más de veinte mil personas le dieron su último adiós.